# Bryan Todd
Bryan Todd, född 1 mars 1973, är en musikproducent och låtskrivare från Los Angeles. Han har producerat låtar åt bland annat Ashley Tisdale och Josh Kelley.